# Benee
Stella Rose Bennett (Auckland, 30 de enero de 2000), conocida por su nombre artístico Benee, es una cantante, productora discográfica y compositora neozelandesa. Alcanzó la fama por su sencillo «Supalonely».
Debutó en solitario con el sencillo de 2017 «Tough Guy», antes de lanzar su sencillo de 2018 «Soaked», que fue certificado como doble platino en Nueva Zelanda. En junio de 2019 publicó su primer EP, Fire on Marzz, con la ayuda del productor Josh Fountain. Su segundo EP, Stella & Steve, se publicó en noviembre de 2019 y se puso en las listas de éxitos en Estados Unidos, Canadá y Francia.

## Biografía
Stella Rose Bennett nació y creció en el suburbio de Grey Lynn en Auckland. Creció en una familia musical con padres que la expondrían a los catálogos de Radiohead, Björk y Groove Armada. A partir de los ocho años, empezó a tomar clases de guitarra en la escuela primaria antes de empezar a tomar clases de saxofón en la secundaria. Benee finalmente dejó toda la música para dar prioridad al waterpolo. Afirma que "era su vida" y que en un momento dado esperaba representar a Nueva Zelanda de forma competitiva. Benee se interesó más tarde en escribir y grabar música a los 17 años, después de decidir que no quería seguir una carrera en el waterpolo. Asistió a una escuela católica sólo para chicas, el St. Mary’s College, donde la música era obligatoria durante cuatro años.

### 2017–2018: Comienzos en línea y debut en solitario
Comenzó su carrera musical publicando portadas en SoundCloud, y comenzó a hacer su propia música en su último año de secundaria. Después de dejar la carrera de comunicaciones en la Universidad Tecnológica de Auckland después de dos semanas, durante lo que ella llamó "una crisis de cuarto de vida", decidió entrar en el negocio de la música profesionalmente. Su música llamó la atención de Josh Fountain, un productor y miembro de la banda Leisure, con quien trabajó tanto para su sencillo de debut en 2017 «Tough Guy» como para su sencillo de 2018 «Soaked». Obtuvo su primera entrada en la carrera en el Triple J Hottest 100 en 2018 con «Soaked» en la posición #58.

### 2019:Fire on MarzzyStella & Steve
Bajo el apodo de BENE, publicó su EP debut Fire en Marzz el 28 de junio de 2019, antes de añadir una "e" debido a "problemas de pronunciación", y cuestiones de derechos de autor. El EP, que fue descrito por George Fenwick de The New Zealand Herald como "un disco funky y empapado de sol", alcanzó el número 13 en la lista de álbumes de Nueva Zelanda y el número 75 en la lista de álbumes de Australia. El EP también le valió el premio al Mejor Artista Solista en los New Zealand Music Awards 2019 en noviembre de 2019, donde también ganó los premios al Solista del Año con «Soaked», al Mejor Artista Revelación y al Mejor Artista Pop.
Su segundo EP Stella & Steve, se publicó el 15 de noviembre de 2019. El EP incluye el sencillo «Supalonely» con Gus Dapperton, que posteriormente obtuvo un éxito internacional en marzo de 2020 después de un desafío de baile viral acompañado de la canción generada en la plataforma de intercambio de vídeos en línea TikTok. Esta se convirtió en su segunda canción que se convirtió en viral en TikTok después de que «Glitter» generara un desafío de baile similar en diciembre de 2019. Apoyó al cantautor estadounidense Conan Gray durante nueve noches de su gira Comfort Crowd Tour por América del Norte en diciembre de 2019. Los sencillos de Benee, «Glitter», «Find and Island» y «Evil Spider» aparecieron cada uno en los 2019 Triple J Hottest 100 a los 19, 25 y 51 años respectivamente.

### 2020-presente: Álbum debut
Su primera gira norteamericana fue con el apoyo de Remi Wolf fue cancelada debido a la pandemia de COVID-19. En junio de 2020, hizo su debut televisivo en The Tonight Show Starring Jimmy  junto a Gus Dapperton. Más tarde anunció una gira principal en Nueva Zelanda programada para octubre de 2020. La cantante comentó que publicará su álbum debut en 2020, señalando que será muy diferente de su anterior lanzamientos.

## Vida personal
En una entrevista para The New Zealand Herald, reveló que tiene dislexia. También describió sus experiencias infantiles con la composición de canciones:

«Durante toda la escuela luché con la escritura... Me gustaba la escritura creativa, eso era lo que me gustaba, pero siempre cometía errores, y me limitaba a esta forma de escribir.... La escritura de canciones para mí era este lugar donde no tenía que ser gramaticalmente correcto. Aprendiendo el oficio con [Josh Fountain], cuando compartía todo su conocimiento - algo encajaba, y yo estaba como, me encanta esto. Es una gran salida emocional para mí, me encanta salpicar lo que siento en una pista»

En varias entrevistas ha dado a entender que tiene una fascinación por los caracoles. Este gusto llegó a que les dedicara una canción Snail.

## Discografía

### Álbumes de estudio
| Título  | Detalles                                                                                               |
| ------- | --- |
| Hey U X | - Lanzamiento: 13 de noviembre de 2020 - Discográfica: Republic - Formato: Descarga digital, streaming |

### Extended plays
| Título         | Detalles                                                                                               | Posiciones en listas | Posiciones en listas | Posiciones en listas | Posiciones en listas | Posiciones en listas | Posiciones en listas | Posiciones en listas | Certificaciones |
| Título         | Detalles                                                                                               | NZ                   | AUS                  | CAN                  | FRA                  | EE. UU.              | EE. UU. Alt.         | EE. UU. Heat.        | Certificaciones |
| -------------- | --- | -------------------- | -------------------- | -------------------- | -------------------- | -------------------- | -------------------- | -------------------- | --------------- |
| Fire on Marzz  | - Lanzamiento: 28 de junio de 2019 - Discográfica: Republic - Formato: Descarga digital, Streaming     | 13                   | 75                   | —                    | —                    | —                    | —                    | —                    | - RMNZ: Platino |
| Stella & Steve | - Lanzamiento: 15 de noviembre de 2019 - Discográfica: Republic - Formato: Descarga digital, streaming | 19                   | —                    | 91                   | 150                  | 138                  | 5                    | 1                    | - RMNZ: Oro     |

### Álbumes compilatorios
| Título                         | Detalles                                                                    | Lista |
| Título                         | Detalles                                                                    | AUS   |
| ------------------------------ | --------------------------------------------------------------------------- | ----- |
| Fire on Marzz / Stella & Steve | - Lanzamiento: 14 de febrero de 2020 - Discográfica: Republic - Formato: LP | 19    |

### Sencillos
| Año  | Sencillo                                 | Posiciones en listas | Posiciones en listas | Posiciones en listas | Posiciones en listas | Posiciones en listas | Posiciones en listas | Posiciones en listas | Posiciones en listas | Posiciones en listas | Posiciones en listas | Certificaciones                                                                | Álbum          |
| Año  | Sencillo                                 | NZ                   | NZ Artist            | AUS                  | BEL                  | CAN                  | IRE                  | NLD                  | NOR                  | UK                   | US                   | Certificaciones                                                                | Álbum          |
| ---- | ---------------------------------------- | -------------------- | -------------------- | -------------------- | -------------------- | -------------------- | -------------------- | -------------------- | -------------------- | -------------------- | -------------------- | ------------------------------------------------------------------------------ | -------------- |
| 2017 | «Tough Guy»                              | —                    | —                    | —                    | —                    | —                    | —                    | —                    | —                    | —                    | —                    |                                                                                | Sin álbum      |
| 2018 | «Soaked»                                 | 14                   | 1                    | —                    | —                    | —                    | —                    | —                    | —                    | —                    | —                    | - RMNZ: 2× Platino                                                             | Fire on Marzz  |
| 2019 | «Evil Spider»                            | —                    | 3                    | —                    | —                    | —                    | —                    | —                    | —                    | —                    | —                    |                                                                                | Fire on Marzz  |
| 2019 | «Want Me Back»                           | —                    | 12                   | —                    | —                    | —                    | —                    | —                    | —                    | —                    | —                    |                                                                                | Fire on Marzz  |
| 2019 | «Glitter»                                | 3                    | 2                    | 20                   | —                    | —                    | —                    | —                    | —                    | —                    | —                    | - RMNZ: 3× Platino - ARIA : 2× Platino                                         | Fire on Marzz  |
| 2019 | «Find an Island»                         | —                    | 5                    | 83                   | —                    | —                    | —                    | —                    | —                    | —                    | —                    | - RMNZ: Oro                                                                    | Stella & Steve |
| 2019 | «Monsta»                                 | —                    | 18                   | —                    | —                    | —                    | —                    | —                    | —                    | —                    | —                    |                                                                                | Stella & Steve |
| 2019 | «Supalonely» (con Gus Dapperton)         | 2                    | 1                    | 6                    | 3                    | 10                   | 11                   | 9                    | 6                    | 18                   | 39                   | - RMNZ: 2x Platino - ARIA: Platino - BEA : Oro - BPI : Plata - MC : 2x Platino | Stella & Steve |
| 2020 | «Lownely»                                | —                    | —                    | —                    | —                    | —                    | —                    | —                    | —                    | —                    | —                    |                                                                                | Sin álbum      |
| 2020 | «Night Garden» (con Kenny Beats y Bakar) | —                    | 12                   | —                    | —                    | —                    | —                    | —                    | —                    | —                    | —                    |                                                                                | Hey U X        |
| 2020 | «Snail»                                  | —                    | 18                   | —                    | —                    | —                    | —                    | —                    | —                    | —                    | —                    |                                                                                | Hey U X        |
| 2020 | «Plain» (con Lily Allen and Flo Milli)   | —                    | 17                   | —                    | —                    | —                    | —                    | —                    | —                    | —                    | —                    |                                                                                | Hey U X        |
| 2020 | «Kool»                                   | —                    | —                    | —                    | —                    | —                    | —                    | —                    | —                    | —                    | —                    |                                                                                | Hey U X        |

### Otras canciones
| Año  | Sencillo                    | Posiciones en listas | Posiciones en listas | Álbum            |
| Año  | Sencillo                    | NZ Hot               | NZ Artist            | Álbum            |
| ---- | --------------------------- | -------------------- | -------------------- | ---------------- |
| 2019 | «Afterlife»                 | 26                   | —                    | Fire on Marzz    |
| 2019 | «Wishful Thinking»          | 27                   | —                    | Fire on Marzz    |
| 2019 | «Kua Kore He Kupu / Soaked» | 8                    | 5                    | Waiata / Anthems |
| 2019 | «Blu»                       | 31                   | —                    | Stella & Steve   |
| 2019 | «Drifting» (con Jack Berry) | 32                   | —                    | Stella & Steve   |

### Otras apariciones
| Año  | Título      | Otro artista(s) | Álbum           |
| ---- | ----------- | --------------- | --------------- |
| 2019 | «Notice Me» | Role Model      | Oh, How Perfect |

## Giras musicales
Principales
- 2019 – Australian East Coast tour[67]
- 2020 – North American tour[68]
- 2020 – Benee New Zealand tour[69]
- 2022 - Benee World Tour 2022[70]

Telonera
- 2019: No Shame Tour (para Lily Allen)
- 2019: Comfort Crowd Tour (para Conan Gray)

## Premios y nominaciones
| Año  | Premios                            | Tipo                           | Trabajo       | Notas           |
| ---- | ---------------------------------- | ------------------------------ | ------------- | --------------- |
| 2019 | APRA Music Awards                  | Pergamino plateado             | «Soaked»      | Preseleccionada |
| 2019 | Premios de música de Nueva Zelanda | Sencillo del año               | «Soaked»      | Ganadora        |
| 2019 | Premios de música de Nueva Zelanda | Mejor artista solista          | Fire on Marzz | Ganadora        |
| 2019 | Premios de música de Nueva Zelanda | Artista innovador del año      | Ella misma    | Ganadora        |
| 2019 | Premios de música de Nueva Zelanda | Mejor artista Pop              | Ella misma    | Ganadora        |
| 2019 | MTV Europe Music Awards            | Mejor Artista de Nueva Zelanda | Ella misma    | Nominada        |
| 2020 | MTV Europe Music Awards            | Mejor acto de empuje           | Ella misma    | Nominada        |
| 2020 | MTV Video Music Awards             | Mejor Nuevo Artista            | Ella misma    | Nominada        |